# Sanction internationale
Les sanctions internationales sont des décisions prises par des États et des organisations comme les États-Unis, la France, l'Union européenne (UE) et l'Organisation des Nations unies (ONU) à l'encontre d'autres États pour des raisons essentiellement politiques, de façon unilatérale ou multilatérale. Elles sont d'ordre diplomatique (fermeture d'ambassades par exemple), économique (limitation des échanges de toutes sortes) ou militaire (interventions). Il faut distinguer les sanctions économiques des sanctions commerciales, ces dernières étant appliquées pour des raisons purement liées aux lois des marchés (tarifications, douanes entre autres).

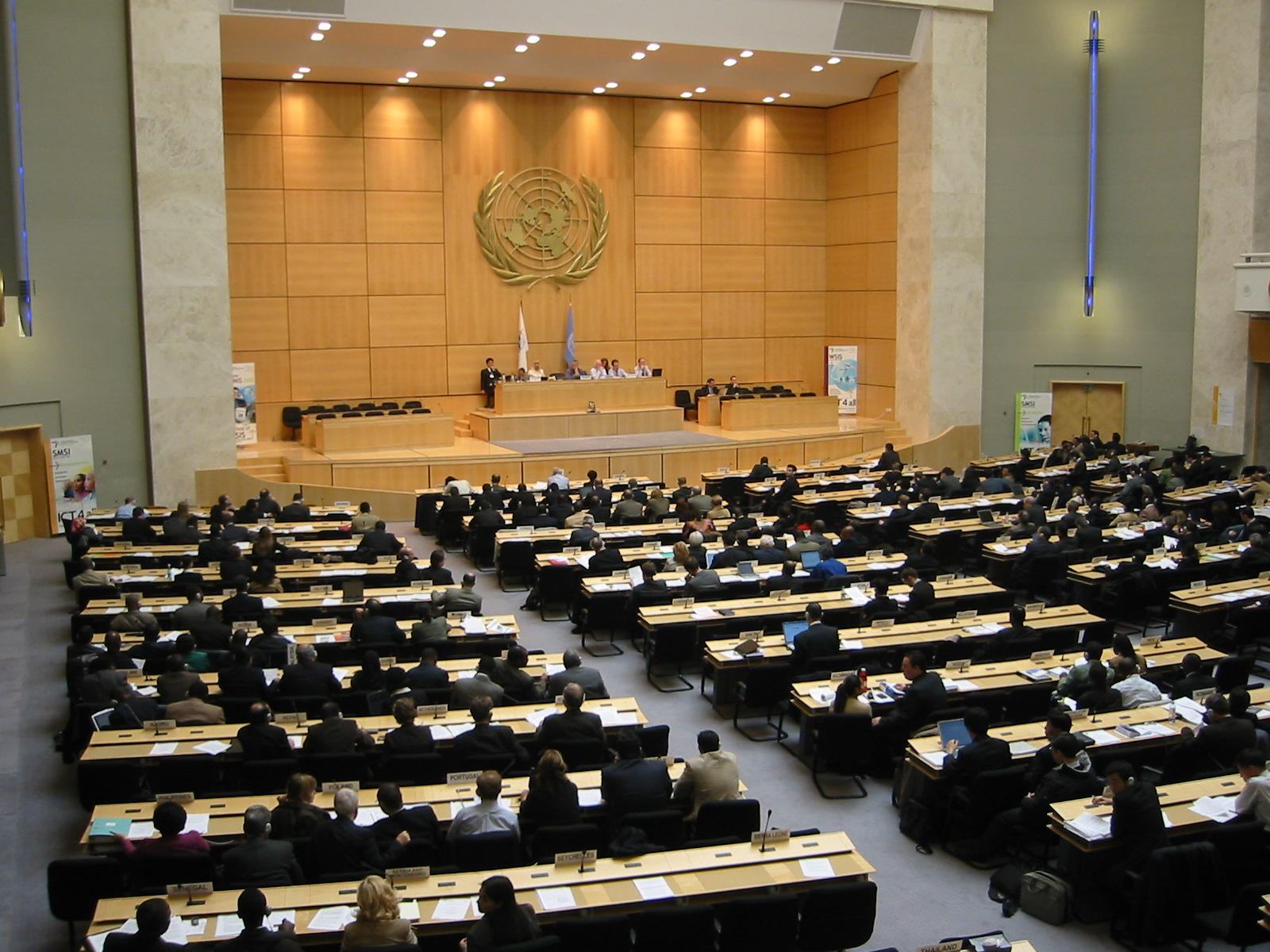
Séance plénière à l'ONU.

La sanction internationale est une décision prise par des États ou par des organisations internationales telle que l'ONU par le biais de leurs organes décisionnels à l'encontre d'autres États ne respectant pas leur engagement à se conformer aux dispositions conventionnelles, des organismes non étatiques ou des individus représentant une menace pour la paix et la sécurité internationale. Les normes conventionnelles ont un caractère supranational et obligent les États qui les ont adoptées à non seulement les appliquer, mais aussi à s'assurer que leur législation soient conformes à ces normes.
Le recours à ces mesures coercitives au sein de la communauté internationale est favorisé dans le souci d'instaurer et de préserver la paix et la sécurité internationale en luttant contre l'impunité de certains États ou en réagissant contre des actes illicites sur le plan international. En d'autres termes, il s'agit ici de « la prise de contre-mesure ».

## Typologie de sanctions internationales

### Sanctions diplomatiques
Les sanctions diplomatiques sont des mesures diplomatiques et politiques utilisées pour communiquer la désapprobation ou le mécontentement d'une action spécifique plutôt que de nuire aux relations économiques ou militaires. Limiter ou annuler les visites du gouvernement de haut niveau, ainsi que l'expulsion ou le retrait des missions diplomatiques ou du personnel, sont des exemples de mesures.

### Sanctions économiques
Les sanctions économiques peuvent aller de l'imposition de frais d'importation sur les produits ou de la restriction de l'exportation d'articles spécifiques du pays cible, à un blocage naval complet des ports du pays cible afin de vérifier ou de bloquer des marchandises importées particulières.
Les sanctions économiques comprennent les exemples bien connus suivants:
- Le système continental de Napoléon de 1806–1814, dirigé contre le commerce britannique[2]
- Les sanctions des Nations unies contre l'Afrique du Sud
- Sanctions des Nations unies contre le Zimbabwe
- Sanctions des Nations unies contre l'Irak (1990-2003)
- L'embargo des États-Unis contre Cuba
- La Birmanie (Myanmar) est sanctionnée par de nombreuses nations depuis 1993.
- Grâce à la Zimbabwe Democracy and Economic Recovery Act de 2001 ou  or ZDERA,  S. 494[3], les États-Unis ont imposé des sanctions économiques au Zimbabwe en 2001/2002, en votant contre l'accès au financement, à l'allégement de la dette et à la rééchelonnement, et forçant le gouvernement zimbabwéen à opérer uniquement en espèces.
- Le président Donald Trump a signé la Loi sur les adversaires de l'Amérique par le biais des sanctions le 2 août 2017, qui comprenait des sanctions contre la Russie, l'Iran et la Corée du Nord[4],[5].
- Après que la Russie ait envahi l'Ukraine en février 2022, certains pays et organisations de pays, dont l'UE et l'OTAN, ont imposé des sanctions à la Russie. La Russie a également imposé des sanctions à un certain nombre de pays[6]. Le lendemain de la reprise des sanctions européennes par la Suisse, les raffineries suisses ont arrêté toutes les importations d'or de la Russie. Cependant, après le début des sanctions économiques contre la Russie, la part de l'or de Dubaï a augmenté en Suisse à 15 %. Ces derniers mois, les Émirats arabes unis se sont rapprochés de Moscou et ont refusé de condamner l'invasion en Ukraine. L'or de la Russie passe par Dubaï avant d'être importée en Suisse, contournant ainsi les sanctions économiques. En plus de cela, Valcambi de Tcinino, le chef suisse (et globe) de la branche, a convenu que l'or avait été apporté de Dubaï, mais il nie qu'il a été utilisé pour contourner les sanctions russes[7],[8].

En outre, depuis l'invasion de l'Ukraine, les Émirats arabes unis sont devenus un paradis pour les superyachts, les jets privés et l'argent sale. BetterHomes, une entreprise immobilière de Dubaï, a indiqué qu'au cours des trois premiers mois de 2022, les achats de propriétés avaient augmenté de 67% dans l'émirat. Les politiciens et les militants ont exigé que les milliardaires de la Russie soient soumis à des sanctions et que les ÉAU soient placés sur une liste noire pour recevoir des fonds illicites. En juin 2022, Madame Gu, un superyatch du milliardaire russe Andreï Skotch, sanctionné par l'Union européenne et la Grande-Bretagne, a acclancée à Dubaï. Quantum Blue appartient au magnat de la vente au détail russe Sergueï Galitski a également été amarré au port de Dubaï. De plus, Dubaï a rapporté avoir vu plusieurs yachts et avions liés aux Russes sous sanctions. Bien que les ÉAU n'avaient imposé aucune sanction à la Russie, les représentants du gouvernement ont déclaré aux alliés occidentaux que les entités et les particuliers sanctionnés ne sont pas autorisés à faire des affaires dans l'émirat.

### Sanctions militaires
Les sanctions militaires peuvent aller de frappes militaires ciblées précisément pour altérer les capacités conventionnelles ou non conventionnelles d'un pays à un type d'embargo d'armes moins agressif pour couper les expéditions d'armes ou de produits à double usage.

### Sanctions sportives
Les sanctions sportives sont utilisées comme une forme de guerre psychologique, dans le but d'écraser le moral de la population générale du pays cible. Les sanctions sportives ont été appliquées dans le cadre de la résolution 757 du Conseil de sécurité des Nations unies, qui a imposé des sanctions internationales contre la République fédérale de Yougoslavie de 1992 à 1995. En outre, de nombreux groupes sportifs ont émis des sanctions sportives contre la Russie et le Bélarus après l'invasion russe de l'Ukraine en 2022. Les pays cibles sont souvent interdits d'accueillir des événements sportifs et de montrer leur drapeau ou leur symbole d'état.

### Sanctions contre les individus
Les sanctions contre les dirigeants politiques ou les individus économiques peuvent être imposées par le Conseil de sécurité des Nations unies. En raison de leurs liens politiques au sein de leur pays, ces individus trouvent fréquemment des moyens d'éviter leur punition.

### Sanctions sur l'environnement
Les sanctions environnementales couvrent les questions économiques et politiques, telles que le commerce, car elles sont toutes interconnectées. Parce qu'ils sont impliqués dans des questions telles que les espèces en voie de disparition, les produits chimiques appauvrissant l'ozone et la législation environnementale, les barrières commerciales et les limites sont des éléments essentiels. Malgré le fait que les amendes environnementales et la législation sont relativement nouvelles, les préoccupations récentes concernant les questions environnementales ont motivé les individus et les gouvernements à coopérer activement à relever les défis.

## Organes de prise des sanctions internationales
Selon la Charte des Nations unies, notamment en son chapitre VII et aux articles 39-51, c'est le Conseil de sécurité qui est compétent pour prendre des résolutions pour régler les conflits et infliger des sanctions. Le Conseil de sécurité est l'organe exécutif de l’Organisation des Nations unies, il a pour mission d'assurer le maintien de la paix et de la sécurité internationale. Il est composé de quinze membres dont les membres permanents qui sont la Chine, les États-Unis, le Royaume-Uni, la Russie et la France, puis dix membres non permanents élus pour un mandat (durée) de deux ans renouvelable chaque année par vote à la majorité des deux tiers à l'Assemblée générale.
En parallèle, on peut dire qu' au sein de l’UE, les mesures restrictives s’avèrent un outil essentiel de la Politique étrangère et de la Sécurité commune qui, en vertu de l’article 21 du Traité de l’UE, s’utilisent pour la défense de ses intérêts stratégiques et de la protection de ses objectifs fondamentaux à l’étranger.

## Raisons des sanctions internationales
La prise des sanctions internationales ne s'effectue pas sans aucun fondement. Il y a des motifs ou encore des raisons, des justifications qui poussent certains acteurs de la scène internationale à prendre des mesures à l'égard d'autres acteurs. Parmi ces raisons, on peut avoir la raison juridique qui se traduit par les représailles prises par un état à l'encontre d'un autre du fait de la conduite illicite de ce dernier dans le but de garantir ses droits et de défendre ses intérêts qui sont mis en cause. Il y a aussi une raison éthique qui montre ici la morale incarnée dans l'ordre international. On peut le voir notamment dans les premières lignes de la Charte des Nations unies : « Nous, peuples des Nations unies, résolus à préserver les générations futures du fléau de la guerre (...) à proclamer à nouveau notre foi dans les droits fondamentaux de l'homme (...) à créer des conditions nécessaires au maintien de la justice... ». Ici la morale internationale est en quelque sorte l'engagement moral pris par tous les états acteurs de la scène internationale à respecter, à promouvoir et à assurer les normes internationales.